# Vlnová funkce
Vlnová funkce je ve fyzice a matematice obecně řešení libovolné vlnové rovnice, která je obvykle parciální diferenciální rovnicí prvního či druhého řádu. S vlnovými rovnicemi se lze setkat jak v klasické fyzice, například v teorii elektromagnetického pole, tak v moderní fyzice.
S pojmem vlnové funkce se lze nejčastěji setkat v kvantové mechanice, kde se používá pro matematický popis stavu fyzikálního systému. Je řešením kvantové pohybové rovnice, kterou může být například Schrödingerova či Diracova rovnice, a je z ní možno vypočítat výsledky měření provedených na systému. Avšak na rozdíl od klasické fyziky, ve které se předpokládá alespoň principiální možnost jednoznačné předpovědi měření libovolné veličiny, v kvantové mechanice lze obecně z vlnové funkce určit pouze pravděpodobnost, s jakou se naměří určitá hodnota fyzikální veličiny, je-li provedeno totéž měření opakovaně na několika identických systémech za stejných podmínek. Experimentálně byla ale realizována i klasická makroskopická analogie „pilotní vlny“. Podrobnější diskusi o pravděpodobnostní interpretaci vlnové funkce naleznete v článku interpretace kvantové mechaniky.
Je-li fyzikální systém popsán lineární vlnovou rovnicí, platí pro něj tzv. princip superpozice, který je velmi důležitý především pro popis šíření elektromagnetického záření a v kvantové mechanice. Jsou-li dvě různé vlnové funkce řešením téže vlnové rovnice, pak podle tohoto principu je řešením této vlnové rovnice také součet těchto vlnových funkcí a obecně i jejich libovolná lineární kombinace. Princip superpozice vlnových funkcí hraje důležitou roli pro vysvětlení a pochopení jevu interference.